# Ada Goossens
Grada Josephina Goossens ofwel Ada Warnaars-Goossens (17 juli 1924) was een Nederlands verzetsstrijder in de Tweede Wereldoorlog. 

## Verzetsperiode
Ada werkte tijdens de oorlog als koerierster voor de Raad van Verzet (RVV), een verzetsgroep die in Kennemerland opereerde met leden als Freddie en Truus Oversteegen, Hannie Schaft en Jan Bonekamp. Vanuit haar koerierswerk kwam Ada in contact met Els(a) Ortt die in Haarlem een praktijk had als kinderpsychologe en haar praktijk gebruikte voor het wegsmokkelen van Joodse kinderen.
In 1943 was Ada scholiere op Sancta Maria, een Katholieke meisjesschool voor voortgezet onderwijs in Haarlem. Een van haar docentes was Mies Nolte, die deel uitmaakte van de verzetsgroep rondom haar levenspartner Gesina van der Molen. Deze groep was betrokken bij het wegsmokkelen van joodse kinderen uit de crèche tegenover de Hollandse Schouwburg. Nolte schakelde hierbij haar oudere leerlingen in. Vanaf oktober 1942 werden in deze crèche Joodse kinderen van 0-13 jaar ondergebracht in afwachting van hun deportatie. Hun ouders verbleven gedwongen in de Hollandse Schouwburg aan de overkant. Betrouwbare medewerksters van de crèche benaderden op verzoek van de directrice Henriëtte Pimentel de ouders of zij toestemming gaven om hun kind(eren) te laten onderduiken. Walter Süskind, die de leiding had in de Schouwburg, en Johan van der Hulst, de directeur van de Hervormde Kweekschool naast de crèche, zaten eveneens in het complot. Het wegsluizen van joodse kinderen naar onderduikadressen werd uitgevoerd door verschillende verzetsgroepen: de NV-groep, de Trouwgroep, het Utrechts Kindercomité en de Amsterdamse Studentengroep (ASG).
In juli 1943 haalde Ada bij de melkfabriek De Sierkan in Haarlem een zesjarig jongetje op. Ze ging met de trein naar Amsterdam-Centraal, waar ze een kaartje voor de boot naar Lemmer kocht. Ze kwamen veilig in Friesland aan waar het kind kon onderduiken. Nadat Ada haar gymnasiumdiploma had behaald, ging ze werken bij de Nederlandse Spoorwegen. Hierdoor kon ze op een goedkope en snelle manier nog meer kinderen met de trein naar Friesland brengen.
Rond eind mei 1943 bracht Goossens de acht maanden oude baby Joseph Kesnar vanuit de crèche naar een afgesproken schuilplek. Bij het adres aangekomen voelde het echter niet veilig. Goossens nam daarop het kind mee mee naar huis, waarna haar ouders voor het kind zorgden. Aan de buren werd verteld dat het een neefje was, dat uit oorlogsgebied was geëvacueerd. Later in de oorlog verbleef ook Josephs zusje Mietje enige tijd in Ada's ouderlijk huis. De ouders van de twee kinderen, moeder Roosje Kesnar-Wurms (27) en vader Sally Kesnar (27) waren evenals hun broers Salomon (7) en Barend (6) opgepakt en in de Hollandse Schouwburg opgesloten. Zij werden gedeporteerd naar Sobibór, waar ze op 4 juni 1943 door de Nazi's zijn vermoord. Toen dit na de oorlog bekend werd, bleef Joseph bij de familie Goossens wonen.

## Na de oorlog
Ada trad in 1948 in het huwelijk met Lukas Frederik Warnaars. Hun zoon Jacobus Henricus Bernardus overleed op 3 januari 1957, vier maanden oud.
In 1996 ontvingen Ada Warnaars-Goossens en haar ouders, Jacobus Henricus Goossens en Hendrina Cornelia Josephina Goossens-van Grieken, de Yad Vashem-onderscheiding.
In 2024 interviewde Joël Kesnar, zoon van Joseph Kesnar, de toen 99-jarige Ada over haar verzetswerk. Op 4 mei van dat jaar vertelde hij haar verhaal in het kader van ‘Open Joodse Huizen en Huizen van Verzet’.